# Lijst van afleveringen van Crashbox
Dit is een lijst van de 52-geproduceerde show, Crashbox.

## Seizoen 1
| Aflevering | Uitzending        | Spel 1                                   | Spel 2                              | Spel 3                             | Spel 4                           | Spel 5                             | Spel 6                              | Spel 7                         | Spel 8         |
| ---------- | ----------------- | ---------------------------------------- | ----------------------------------- | ---------------------------------- | -------------------------------- | ---------------------------------- | ----------------------------------- | ------------------------------ | -------------- |
| 1          | 1 februari 1999   | Afleiding Nieuws                         | Schetsblok                          | Psycho Wiskunde                    | Oor We Zijn                      | Spookhuisfeest                     | Eddie Stier                         | Tien seconden                  | Raadselslang   |
| 2          | 2 februari 1999   | Radioscramble                            | Kapitein Bones                      | Kak of Schep                       | Tien seconden                    | Spookhuisfeest                     | Weerzinwekkende Slob                | Woordschudden                  | —              |
| 3          | 3 februari 1999   | Mugshots                                 | Afleiding Nieuws                    | Psycho Wiskunde                    | Oor We Zijn                      | Paige en Salie                     | Eddie Stier                         | Tien seconden                  | Raadselslang   |
| 4          | 4 februari 1999   | Kak of Schep                             | Kapitein Bones                      | Afleiding Nieuws                   | Paige en Salie                   | Denktank                           | Vuile foto's                        | Lens McCracken                 | —              |
| 5          | 5 februari 1999   | Spookhuisfeest                           | Weerzinwekkende Slob                | Denktank                           | Kak of Schep                     | Oor We Zijn                        | Psycho Wiskunde                     | Tien seconden                  | —              |
| 6          | 6 februari 1999   | Radioscramble                            | Eddie Stier                         | Kapitein Bones                     | Schetsblok                       | Mugshots                           | Denktank                            | oor we zijn                    | —              |
| 7          | 7 februari 1999   | Lens McCracken                           | Kapitein Bones                      | Weerzinwekkende Slob               | Vuile foto's                     | Schetsblok                         | Kak of Schep                        | Tien seconden                  | —              |
| 8          | 13 februari 1999  | Lens McCracken                           | Afleiding Nieuws                    | Schetsblok                         | Vuile foto's                     | Eddie Stier                        | Psycho Wiskunde                     | Raadselslang                   | Tien seconden  |
| 9          | 14 februari 1999  | Radioscramble                            | Afleiding Nieuws                    | Psycho Wiskunde                    | Vuile foto's                     | Lens McCracken                     | Eddie Stier                         | oor we zijn                    | —              |
| 10         | 20 februari 1999  | Radioscramble                            | Eddie Stier                         | Schetsblok                         | Paige en Salie                   | Spookhuisfeest                     | Psycho Wiskunde                     | Lens McCracken                 | Raadselslang   |
| 11         | 21 februari 1999  | Mugshots                                 | Schetsblok                          | Psycho Wiskunde                    | Vuile foto's                     | Afleiding Nieuws                   | Raadselslang                        | Woordschudden                  | —              |
| 12         | 27 februari 1999  | Weerzinwekkende Slob                     | Denktank                            | Kak of Schep                       | Raadselslang                     | Psycho Wiskunde                    | Paige en Salie                      | Lens McCracken                 | —              |
| 13         | 28 februari 1999  | Weerzinwekkende Slob (niet terugspoelen) | Denktank                            | Kak of Schep                       | Oor We Zijn                      | Psycho Wiskunde                    | Vuile foto's                        | Lens McCracken                 | —              |
| 14         | 6 maart 1999      | Weerzinwekkende Slob (niet terugspoelen) | Denktank                            | Kak of Schep                       | Raadselslang                     | Psycho Wiskunde                    | Vuile foto's                        | Paige en Sage                  | —              |
| 15         | 7 mrt 1999        | Kapitein Bones                           | Afleiding Nieuws                    | Spookhuisfeest                     | Radioscramble                    | Raadselslang                       | Eddie Stier                         | Lens McCracken                 | Paige en Sage  |
| 16         | 13 maart 1999     | Kapitein Bones                           | Afleiding Nieuws                    | Mugshots                           | Oor We Zijn                      | Kak of Schep                       | Paige en Salie                      | Raadselslang                   | —              |
| 17         | 14 maart 1999     | Radioscramble                            | Weerzinwekkende Slob                | Kak of Schep                       | Tien seconden                    | Kapitein Bones                     | Spookhuisfeest                      | Paige en Sage                  | —              |
| 18         | 20 mrt 1999       | Denktank                                 | Afleiding Nieuws                    | Radioscramble                      | Spookhuisfeest                   | Kak of Schep                       | Captain Bones (niet terugspoelen)   | Lens McCracken                 | —              |
| 19         | 21 mrt 1999       | Denktank                                 | Mugshots                            | Kapitein Bones                     | Paige en Salie                   | Eddie Stier                        | Woordschudden                       | Raadselslang                   | —              |
| 20         | 27 maart 1999     | Radioscramble                            | Mugshots                            | Schetsblok                         | Psycho Wiskunde                  | Spookhuisfeest                     | Tien seconden                       | Woordschudden                  | —              |
| 21         | 28 maart 1999     | Eddie Stier                              | Radioscramble                       | Vuile foto's                       | Mugshots                         | Oor We Zijn                        | Psycho Wiskunde                     | Woordschudden                  | —              |
| 22         | 3 april 1999      | Spookhuisfeest                           | Schetsblok                          | Radioscramble                      | Weerzinwekkende Slob             | Raadselslang                       | Eddie Stier                         | Woordschudden                  | —              |
| 23         | 4 april 1999      | Mugshots                                 | Woordschudden                       | Spookhuisfeest                     | Lens McCracken                   | Kak of Schep                       | Kapitein Bones                      | Raadselslang                   | —              |
| 24         | 10 april 1999     | Radioscramble                            | Schetsblok                          | Eddie Stier                        | Woordschudden                    | Kapitein Bones                     | Vuile foto's                        | Lens McCracken                 | —              |
| 25         | 11 april 1999     | Spookhuisfeest                           | Denktank                            | Oor We Zijn                        | Mugshots                         | Kak of Schep                       | Woordschudden                       | Raadselslang                   | —              |
| 26         | 17 april 1999     | Weerzinwekkende Slob                     | Spookhuisfeest                      | Eddie Stier                        | Kapitein Bones                   | Radioscramble                      | Tien seconden                       | Lens McCracken                 | —              |
| 27         | 1 aug. 1999       | Afleiding Nieuws                         | Kapitein Bones (niet terugspoelen)  | Schetsblok                         | Spookhuisfeestje                 | Kak of Schep                       | Tien seconden                       | Mok Shots                      | Raadselslang   |
| 28         | 7 aug. 1999       | Kapitein Bones (niet terugspoelen)       | Revolte Slob                        | Mug Shots (niet terugspoelen)      | Afleiding Nieuws                 | Spookhuisfeestje                   | Kak of Schep                        | Lens McCracken                 | Raadselslang   |
| 29         | 8 aug. 1999       | Spookhuisfeestje                         | Revolte Slob                        | Think Tank (niet terugspoelen)     | Kak of Schep                     | Kapitein Bones (niet terugspoelen) | Tien seconden                       | Mok Shots                      | Raadselslang   |
| 30         | 14 aug. 1999      | Revolte Slob                             | Psycho wiskunde (niet terugspoelen) | Afleiding Nieuws                   | Spookhuisfeestje                 | Radio Scramble                     | Tien seconden                       | Kak of Schep                   | Raadselslang   |
| 31         | 15 aug. 1999      | Radio Scramble                           | Revolte Slob                        | Kak of Schep                       | Vuile foto's                     | Mok Shots                          | Psycho wiskunde                     | Schetsblok (niet terugspoelen) | Tien seconden  |
| 32         | 21 aug. 1999      | Kapitein Bones (niet terugspoelen)       | Revolte Slob                        | Kak of Schep                       | Spookhuisfeestje                 | Afleiding Nieuws                   | Tien seconden                       | Denktank                       | Raadselslang   |
| 33         | 22 aug. 1999      | Revolte Slob                             | Schetsblok (niet terugspoelen)      | Afleiding Nieuws                   | Vuile foto's (niet terugspoelen) | Kak of Schep                       | Psycho wiskunde (niet terugspoelen) | Denktank                       | Raadselslang   |
| 34         | 28 aug. 1999      | Mok Shots                                | Afleiding Nieuws                    | Kapitein Bones (niet terugspoelen) | Vuile foto's                     | Schetsblok                         | Eddie Bull                          | Lens McCracken                 | Raadselslang   |
| 35         | 29 aug. 1999      | Radio Scramble                           | Afleiding Nieuws                    | Schetsblok (niet terugspoelen)     | Spookhuisfeestje                 | Kapitein Bones                     | Revolte Slob                        | Eddie Bull (niet terugspoelen) | Raadselslang   |
| 36         | 4 september 1999  | Weerzinwekkende slob (niet terugspoelen) | Mok Shots                           | Schetsblok                         | Psycho wiskunde                  | Spookhuisfeestje                   | Radio Scramble                      | Kak of Schep                   | Tien seconden  |
| 37         | 5 september 1999  | Denktank                                 | Mok Shots                           | Kapitein Bones (niet terugspoelen) | Schetsblok (niet terugspoelen)   | Spookhuisfeestje                   | Eddie Bull                          | Lens McCracken                 | Tien seconden  |
| 38         | 11 september 1999 | Mok Shots                                | Schetsblok (niet terugspoelen)      | Afleiding Nieuws                   | Vuile foto's (niet terugspoelen) | Psycho wiskunde                    | Denktank                            | Eddie Bull                     | Lens McCracken |
| 39         | 12 september 1999 | Weerzinwekkende slob (niet terugspoelen) | Afleiding Nieuws                    | Psycho wiskunde                    | Vuile foto's                     | Kak of Schep                       | Radio Scramble                      | Tien seconden                  | Raadselslang   |

## Seizoen 2
| Aflevering | Uitzending       | Spel 1                        | Spel 2                                   | Spel 3                                   | Spel 4           | Spel 5                            | Spel 6                             | Spel 7                        | Spel 8        |
| ---------- | ---------------- | ----------------------------- | ---------------------------------------- | ---------------------------------------- | ---------------- | --------------------------------- | ---------------------------------- | ----------------------------- | ------------- |
| 40         | 19 februari 2000 | Weerzinwekkende Slob          | Afleiding Nieuws                         | Psycho Wiskunde                          | Tien seconden    | Schetsblok (niet terugspoelen)    | Kak of schep (niet terugspoelen)   | Spookhuisfeest                | Raadselslang  |
| 41         | 20 februari 2000 | Afleiding Nieuws              | Psycho Wiskunde                          | Mugshots                                 | Denktank         | Captain Bones (niet terugspoelen) | Vuile foto's                       | Radioscramble                 | —             |
| 42         | 26 februari 2000 | Mug Shots (niet terugspoelen) | Weerzinwekkende Slob                     | Schetsblok (niet terugspoelen)           | Psycho Wiskunde  | Spookhuisfeest                    | Kak of Schep                       | Raadselslang                  | —             |
| 43         | 27 februari 2000 | Weerzinwekkende Slob          | Captain Bones (niet terugspoelen)        | Schetsblok                               | Kak of Schep     | Spookhuisfeest                    | Radioscramble                      | Tien seconden                 | —             |
| 44         | 4 mrt 2000       | Afleiding Nieuws              | Weerzinwekkende Slob (niet terugspoelen) | Psycho Wiskunde                          | Eddie Stier      | Denktank                          | Dirty Pictures (niet terugspoelen) | Mug Shots (niet terugspoelen) | Tien seconden |
| 45         | 5 mrt 2000       | Afleiding Nieuws              | Kapitein Bones                           | Weerzinwekkende Slob (niet terugspoelen) | Kak of Schep     | Schetsblok (niet terugspoelen)    | Spookhuisfeest                     | Tien seconden                 | —             |
| 46         | 11 mrt 2000      | Spookhuisfeest                | Mug Shots (niet terugspoelen)            | Eddie Stier                              | Denktank         | Psycho Wiskunde                   | Radioscramble                      | Raadselslang                  | —             |
| 47         | 12 mrt 2000      | Spookhuisfeest                | Captain Bones (niet terugspoelen)        | Mug Shots (niet terugspoelen)            | Afleiding Nieuws | Eddie Stier                       | Psycho Wiskunde                    | Tien seconden                 | —             |
| 48         | 18 mrt 2000      | Weerzinwekkende Slob          | Kak of Schep                             | Afleiding Nieuws                         | Kapitein Bones   | Vuile foto's                      | Radioscramble                      | Raadselslang                  | —             |
| 49         | 19 mrt 2000      | Mug Shots (niet terugspoelen) | Schetsblok                               | Radioscramble                            | Vuile foto's     | Psycho Wiskunde                   | Kak of Schep                       | Raadselslang                  | —             |
| 50         | 25 maart 2000    | Mugshots                      | Weerzinwekkende Slob                     | Captain Bones (niet terugspoelen)        | Afleiding Nieuws | Eddie Stier                       | Denktank (niet terugspoelen)       | Vuile foto's                  | Raadselslang  |
| 51         | 26 maart 2000    | Mugshots                      | Psycho Wiskunde                          | Schetsblok (niet terugspoelen)           | Radioscramble    | Spookhuisfeest                    | Eddie Stier                        | Tien seconden                 | —             |
| 52         | 1 april 2000     | Weerzinwekkende Slob          | Spookhuisfeest                           | Kak of Schep                             | Afleiding Nieuws | Captain Bones (niet terugspoelen) | Schetsblok                         | Denktank (niet terugspoelen)  | —             |